# Капитан Димитрово
Капитан Димитрово е село в Североизточна България. То се намира в община Крушари, област Добрич.

## История
Селото е населено с кримски татари.
Преброяване на населението през 2011 г.
Численост и дял на етническите групи според преброяването на населението през 2011 г.:
|                     | Численост | Дял (в %) |
| Общо                | 85        | 100,00    |
| Българи             | 0         | 0,00      |
| Турци               | 82        | 96,47     |
| Цигани              | 0         | 0,00      |
| Други               | 3         | 3,52      |
| Не се самоопределят | 0         | 0,00      |
| Неотговорили        | 0         | 0,00      |